# Facultatea de Geologie și Geofizică a Universității din București
Facultatea de Geologie și Geofizică este o facultate a Universității din București.

## Istoric
Facultatea de Geologie și Geofizică își are originea în trei facultăți cu profil geologic și geofizic organizate după Reforma învățămîntului din 1948. Astăzi continuă tradițiile geologiei românești la un înalt nivel de abordare științifică și didactică, pe fondul modernizării și actualizării permanente. Organizarea actuală a facultății o putem data din 1990 și se caracterizează printr-o continuă dinamică, oferind absolvenților oportunități de carieră profesională, atît în industrie, cît și în domeniul științific și academic. 
Activitatea de cercetare este foarte intensă, fiind în derulare numeroase contracte de cercetare cu: M.E.C., CNCSIS, CNFIS, Banca Mondială și unități specializate ca PETROM, GEOECOMAR, GEOTEC, Institutul de Geodinamică al Academiei, și multe altele, la care sunt angrenați și numeroși studenți. Corpul profesoral  și un număr mare de studenți activează în programe de cercetare ce se derulează cu Universități și Institute de cercetări din: Germania, Franța, Olanda, Elveția, Austria, Grecia, Anglia, SUA, Italia, Ucraina și Ungaria.
Mari personalitati care au predat sau s-au format aici:
•	Mineralogie, Petrografie, Zăcăminte: Ludovic Mrazec, Ștefan Giușcă, Alexandru Codarcea, Nicolae Petrulian ; 
•	Geologie regională, Paleontologie, Stratigrafie: Gregoriu Stefanescu, Sabba Stefanescu, Sava Athanasiu, D.M. Preda, Ion Simionescu, Ion Popescu-Voitești,  Ion Atanasiu, Mircea Paucă, Gheorghe Munteanu-Murgoci, Grigore Răileanu, Nicolae Grigoraș, Gheorghe Macovei, Theodor Joja ;
•	Geologie structurală și Tectonică: Ion Dumitrescu, Vasile Lazarescu, Vasile Dragoș ;
•	Hidrogeologie și Geologie inginerească: Ștefan Ghika-Budești, Mathei Drăghiceanu, Ion Bancila, Emil Liteanu, Vasile Harnas ;
•	Geofizică: Sabba Sabba Stefanescu, Liviu Constantinescu, Iulian Gavat, Radu Botezatu.

## Studii
Domenii de licență: Geologie, Inginerie geologică.
Specializări: Geologie (ZI), Geofizică (ZI), Inginerie geologică (ZI).
Numar de cadre didactice: 49
Numar studenti : 496
Numar masteranzi: 71
Numar doctoranzi: 55
Numar laboratoare: 40
Posibilități de încadrare:
•	Profesori și cercetători în învățămîntul preuniversitar și universitar;
•	Cercetători în geologie petrolieră și mineralogie;
•	Specialiști în stații geoservice;
•	Specialiști în gestiunea deșeurilor și a substanțelor chimice;
•	Inspectori în evaluarea și monitorizarea calității solurilor;
•	Muzeografi;
•	Evaluatori ai pietrelor prețioase;
•	Cercetători în cadrul instituțiilor de cercetare;
•	Analiști în probleme de resurse și economie mondială;
•	Specialiști în managementul hazardelor naturale, gestionarea și managementul resurselor minerale;
•	În marile companii petroliere;
•	În cadrul societăților teritoriale de prospecțiuni și explorări pentru hidrocarburi și pentru minereuri;
•	În schelele de foraj, în firmele de explorare și exploatare a gazelor naturale și a substanțelor radioactive;
•	Pe platformele de foraj marin;
•	În institutele și firmele care se ocupă de protecția mediului de lucrări geotehnice, hidrotehnice și de construcții.
Pentru mai multe detalii privind oferta educațională a Facultății de Geologie și Geofizică puteți accesa pagina web a acesteia de pe site-ul nostru: http://www.unibuc.ro/facultati/geologie-geofizica/